# Julio César Franco
Julio César Ramón Franco Gómez (Fernando de la Mora, Departamento Central, Paraguay; 17 de abril de 1951), más conocido como Yoyito Franco,  es un político y médico paraguayo. Fue vicepresidente de Paraguay de 2000 a 2002. Asumió luego de las elecciones acaecidas en agosto del 2000 para elección de un nuevo vicepresidente, luego de la vacancia dejada por Luis María Argaña, quien fue asesinado en marzo de 1999 desembocando así en la conocida crisis política denominada Marzo paraguayo. Fue el primer vicepresidente perteneciente al Partido Liberal Radical Auténtico.
Nació el 17 de abril de 1951 en Fernando de la Mora. Estudio medicina, en la Facultad de Ciencias Médicas de la Universidad de Córdoba, (Argentina), y realizó un postgrado en pediatría en el Hospital Universitario de Asunción. 
Ingresó en el Partido Liberal Radical Auténtico (PLRA). Por esta agrupación política fue elegido primer intendente (alcalde) por voto directo de su pueblo natal, Fernando de la Mora, en el periodo 1991-1996. Posteriormente fue elegido Senador para el período 1998-2003.
Vicepresidente y posteriormente Presidente de la Comisión de Salud, Seguridad Social y lucha contra el narcotráfico, de la Cámara de Senadores. Se convirtió en líder de su partido sucediendo a Domingo Laíno, siendo postulado como tal en las elecciones internas del 21 de marzo de 1999. Después de la crisis política y social debido al magnicidio del vicepresidente colorado Luis María Argaña (los disturbios fueron denominados popularmente como "Marzo Paraguayo"), el 13 de agosto de 2000 se realizaron elecciones a la vicepresidencia en las que resultó ganador Franco. Renunció en el 2002 al cargo, para presentarse por su partido como candidato a presidente de la república.
El 15 de agosto de 2003 fue sucedido en el cargo de vicepresidente del país por el colorado Luis Castiglioni, ganador de las elecciones con la fórmula del presidenciable Nicanor Duarte Frutos.